# Rico Schacherl
Rico Schacherl, född 1966 i Linz, Österrike men emigrerade som barn till Sydafrika. Han har tillsammans med Stephen Francis Harry Dugmore skapat en av Sydafrikas populäraste dagspresserier, Madam & Eve, handlar om dynamiken mellan en vit överklassdam och hennes svarta hembiträde i en tid av förändring.